# Trsťany
Trsťany (Hongaars: Füzérnádaska) is een Slowaakse gemeente in de regio Košice, en maakt deel uit van het district Košice-okolie.
Trsťany telt 263 inwoners.